# Aleksej Alekseevič Bobrinskij
Aleksej Alekseevič Bobrinskij, in russo Алексей Алексеевич Бобринский? (San Pietroburgo, 13 gennaio 1800 – Smela, 7 ottobre 1868), è stato un ufficiale russo, nipote di Caterina II.

## Biografia
Era il figlio di Aleksej Grigor'evič Bobrinskij, figlio illegittimo di Caterina II, e di sua moglie, Anna di Ungern-Sternberg.

## Carriera
Il 15 ottobre 1817 entrò nel reggimento degli Ussari e il 2 febbraio 1819 raggiunse il grado di cornetta. Nel 1822 fu promosso al grado di tenente e il 17 aprile 1824 entrò nel reggimento di cavalleria. Il 21 gennaio 1827 si ritirò con il grado di tenente capitano.
Nel 1833 servì presso il Ministero delle finanze. Aveva una profonda conoscenza della matematica, finanza, chimica, meccanica e fotografia.

## Matrimonio e discendenza
Sposò, il 27 aprile 1821, Sof'ja Aleksandrovna Samojlova (1797-1866), figlia del conte Aleksandr Nikolaevič Samojlov e di Ekaterina Sergeevna Samojlova. Ebbero tre figli:
- Aleksandr (17 maggio 1823-24 febbraio 1903);
- Vladimir Alekseevič (2 ottobre 1824-28 maggio 1898);
- Lev Alekseevič (8 novembre 1831-23 marzo 1915).

## Morte
Morì il 7 ottobre 1868 a Smila.

## Ascendenza
|                                                              |                                     |                                                      | Genitori                                          |  |  | Nonni |  |  | Bisnonni                   |  |  | Trisnonni               |  |
|                                                              |                                     |                                                      |                                                   |  |  |       |  |  | 8. Grigorij Ivanovič Orlov |  |  | 16. Ivan Ivanovič Orlov |  |
|                                                              |                                     |                                                      |                                                   |  |  |       |  |  | 8. Grigorij Ivanovič Orlov |  |  | 16. Ivan Ivanovič Orlov |  |
|                                                              |                                     | …                                                    |                                                   |  |  |       |  |  | 8. Grigorij Ivanovič Orlov |  |  |                         |  |
| 4. Grigorij Grigor'evič, conte Orlov                         |                                     |                                                      |                                                   |  |  |       |  |  | 8. Grigorij Ivanovič Orlov |  |  |                         |  |
|                                                              |                                     | 9. Luker'ja Ivanovna Zinov'eva                       | …                                                 |  |  |       |  |  |                            |  |  |                         |  |
|                                                              |                                     | 9. Luker'ja Ivanovna Zinov'eva                       | …                                                 |  |  |       |  |  |                            |  |  |                         |  |
|                                                              |                                     | 9. Luker'ja Ivanovna Zinov'eva                       | …                                                 |  |  |       |  |  |                            |  |  |                         |  |
| 2. Aleksej Grigor'evič, conte Bobrinskij                     |                                     | 9. Luker'ja Ivanovna Zinov'eva                       |                                                   |  |  |       |  |  |                            |  |  |                         |  |
|                                                              |                                     | 10. Christian August, principe di Anhalt-Zerbst      | 20. Johann Ludwig I, principe di Anhalt-Dornburg  |  |  |       |  |  |                            |  |  |                         |  |
|                                                              |                                     | 10. Christian August, principe di Anhalt-Zerbst      | 20. Johann Ludwig I, principe di Anhalt-Dornburg  |  |  |       |  |  |                            |  |  |                         |  |
|                                                              |                                     | 10. Christian August, principe di Anhalt-Zerbst      | 21. Christine Eleonore von Zeutsch                |  |  |       |  |  |                            |  |  |                         |  |
| 5. Ekaterina II, imperatrice ed autocrate di Tutte le Russie |                                     | 10. Christian August, principe di Anhalt-Zerbst      |                                                   |  |  |       |  |  |                            |  |  |                         |  |
|                                                              |                                     | 11. Johanna Elisabeth von Schleswig-Holstein-Gottorf | 22. Christian August, principe-vescovo di Lubecca |  |  |       |  |  |                            |  |  |                         |  |
|                                                              |                                     | 11. Johanna Elisabeth von Schleswig-Holstein-Gottorf | 22. Christian August, principe-vescovo di Lubecca |  |  |       |  |  |                            |  |  |                         |  |
|                                                              |                                     | 11. Johanna Elisabeth von Schleswig-Holstein-Gottorf | 23. Albertina Friederike von Baden-Durlach        |  |  |       |  |  |                            |  |  |                         |  |
| 1. Aleksej Alekseevič, conte Bobrinskij                      |                                     | 11. Johanna Elisabeth von Schleswig-Holstein-Gottorf |                                                   |  |  |       |  |  |                            |  |  |                         |  |
|                                                              | Konrads, barone di Ungern-Sternberg | 24. Juris Konrads, barone di Ungern-Sternberg        |                                                   |  |  |       |  |  |                            |  |  |                         |  |
|                                                              | Konrads, barone di Ungern-Sternberg | 24. Juris Konrads, barone di Ungern-Sternberg        |                                                   |  |  |       |  |  |                            |  |  |                         |  |
|                                                              | Konrads, barone di Ungern-Sternberg | 25. Dordi Elisabeth Wrangell, signora di Kuremaa     |                                                   |  |  |       |  |  |                            |  |  |                         |  |
| 6. Voldemars, barone di Ungern-Sternberg                     | Konrads, barone di Ungern-Sternberg |                                                      |                                                   |  |  |       |  |  |                            |  |  |                         |  |
|                                                              |                                     | Magdalena von Tiesenhausen                           | 26. Hans Heinrich von Tiesenhausen                |  |  |       |  |  |                            |  |  |                         |  |
|                                                              |                                     | Magdalena von Tiesenhausen                           | 26. Hans Heinrich von Tiesenhausen                |  |  |       |  |  |                            |  |  |                         |  |
|                                                              |                                     | Magdalena von Tiesenhausen                           | 27. Maria Veronica von Wolffeldt                  |  |  |       |  |  |                            |  |  |                         |  |
| 3. Anna Vladimirovna, baronessa di Ungern-Sternberg          |                                     | Magdalena von Tiesenhausen                           |                                                   |  |  |       |  |  |                            |  |  |                         |  |
|                                                              |                                     | Berend Heinrich, conte di Tiesenhausen               | 28. Hans Heinrich von Tiesenhausen (= 26)         |  |  |       |  |  |                            |  |  |                         |  |
|                                                              |                                     | Berend Heinrich, conte di Tiesenhausen               | 28. Hans Heinrich von Tiesenhausen (= 26)         |  |  |       |  |  |                            |  |  |                         |  |
|                                                              |                                     | Berend Heinrich, conte di Tiesenhausen               | 29. Maria Veronica von Wolffeldt (= 27)           |  |  |       |  |  |                            |  |  |                         |  |
| 7. Anna Dorothea von Tiesenhausen                            |                                     | Berend Heinrich, conte di Tiesenhausen               |                                                   |  |  |       |  |  |                            |  |  |                         |  |
|                                                              |                                     | Johanna Elisabeth von Baranoff                       | …                                                 |  |  |       |  |  |                            |  |  |                         |  |
|                                                              |                                     | Johanna Elisabeth von Baranoff                       | …                                                 |  |  |       |  |  |                            |  |  |                         |  |
|                                                              |                                     | Johanna Elisabeth von Baranoff                       | …                                                 |  |  |       |  |  |                            |  |  |                         |  |
|                                                              |                                     | Johanna Elisabeth von Baranoff                       |                                                   |  |  |       |  |  |                            |  |  |                         |  |